# 27번의 결혼 리허설
《27번의 결혼 리허설》(영어: 27 Dresses)은 미국에서 제작된 앤 플레처 감독의 2008년 로맨틱 코미디 영화이다. 캐서린 하이글, 제임스 마즈든 등이 출연하였고, 게리 바버 등이 제작에 참여하였다.

## 출연
- 캐서린 하이글 - 제인 니컬스 역
  - 페이턴 리스트 - 제인 아역
- 제임스 마즈든 - 케빈 "맬컴" 도일 역
- 말린 오케르만 - 테스 니컬스 역
- 주디 그리어 - 케이시 역
- 멀로라 하딘 - 모린 역
- 브라이언 커윈 - 핼 니컬스 역
- 몰릭 팬촐리 - 트렌트 역
- 에드워드 번스 - 조지 역
- 데이비드 캐스트로 - 페이드로 역
- 크리스틴 리터 - 지나 역
- 번 코언 - 랍비 역
- 론 사이먼스 - 선고 셰프 역
- 로버트 클로헤시 - 바텐더 역
- 마이클 모즐리 - 바의 남성 역
- 알렉사 헤이빈스 - 선고에서 결혼하는 신부 역
- 세라 니클린
- 조시 카조본

## 기타 제작진
- 공동 제작: 에린 스탬
- 미술: 셰퍼드 프랭클
- 의상: 캐서린 마리 토머스
- 스턴트: 조이 벨

## 사운드트랙
| - "Born to Fight" - 트레이시 채프먼 - "Peace Train" - 캣 스티븐스 - "Valerie" - 마크 론슨 feat. 에이미 와인하우스 - "I Don't Want to Be" - 개빈 디그로 - "Over and Over" - 팀 맥그로 - "Anticipation" - 칼리 사이먼 - "Change of Heart" - 신디 로퍼 - "Cherry-Coloured Funk" - 콕토 트윈스 - "Who knows" - 너태샤 베딩필드 - "Unfair" - 조시 켈리 - "Hips Don't Lie" - 샤키라 - "Lady West" - 제이미 스콧 앤드 더 타운 | - "The Sky Is Crying" - 앨버트 킹 - "Freckle Song" - 척 프로핏 - "Anna" - 배드 컴퍼니 - "Bennie and the Jets" - 엘턴 존 - "Under The Influence" - 제임스 모리슨 - "Happy Together" - 터틀스 - "Big Bounce" - 딕 러메인 - "So Here We Are" - 블록 파티 - "Love Has Fallen On Me" - 샤카 칸 - "Be Here Now" - 레이 라몬테인 - "Like a Star" - 커린 베일리 레이 - "Don't Stop 'Til You Get Enough" - 마이클 잭슨 |